# La Marina de Port
La Marina de Port es un barrio del distrito de Sants-Montjuic, situado al suroeste de Barcelona, y que forma parte de la Marina de Sants. Se encuentra entre los barrios de La Bordeta, La Marina del Prat Vermell, Montjuic y limita con Hospitalet de Llobregat.
Está compuesto por una serie de barrios históricos: Port, Can Clos, Polvorín, Fomento, San Cristóbal (la Seat), Estrellas Altas y Plus Ultra. Esta ha sido tradicionalmente una zona agrícola, con un gran número de masías, la mayoría de antes del 1900. Hoy en día encontramos en las puertas de Can Clos la única masía de la ciudad de Barcelona, la Masía de Can Mestres.
Una de las zonas que compone la Marina es el denominado barrio de Port. Su origen va atado a la construcción del castillo de Port a finales del siglo X, junto con la capilla de Virgen María de Port. Se cree que es una zona con bastante importancia en la historia de Barcelona puesto que se cree que la primitiva fundación romana de Barcelona fue en este lugar, hasta que finalmente fue trasladado a la otra esquina de Montjuic, al Mont Tàber. Hubo un antiguo castillo, denominado castillo de Port documentado en 1020, pero no se sabe si estaba situado en un cerro próximo en Montjuic, donde al inicio del siglo XX todavía había una torre, o al pie de la montaña junto a la capilla de la Virgen María de Port.
Hubo un primitivo puerto de Barcelona, recuerdo que se conserva en el nombre del lugar que ya aparece documentado el 984, se cree que el puerto fue activo hasta la Alta Edad Media pero que por culpa de los aluviones de las rieras y del Llobregat al final aconteció un estanque salteado de marismas. Así lo reflejan topónimos como Círculo (978) y Banyols.
Muy cerca se encuentra la Zona Franca de Barcelona. Gracias al crecimiento y la actividad del próximo polígono industrial, la población del barrio se multiplicó a lo largo del siglo XX, en buena medida debido a la llegada de muchos inmigrantes de varias regiones españolas.